# حسن نايب آقا
حسن نايب آقا (بالفارسية: حسن نایب‌آقا)، هو لاعب كرة قدم إيراني معتزل، شارك مع نادي هُمَا الإيراني كلاعب محلي، وشارك في تتويج كأس آسيا للمرة الثالثة في التاريخ سنة 1974 والتي أستضافته إيران، كما شارك في دورة الألعاب الأولمبية سنة 1976م ولعب في نهائيات كأس العالم لكرة القدم 1978 والتي أستضافته الأرجنتين.

## روابط خارجية
- حسن نايب آقا على موقع الاتحاد الدولي (مؤرشف)  (الإنجليزية)
- حسن نايب آقا على موقع ناشيونال فوتبول تيمز (الإنجليزية)
- حسن نايب آقا على موقع عالم كرة القدم.نت (الإنجليزية)
- حسن نايب آقا على موقع أوليمبيديا (الإنجليزية)